# Cărăstău, Hunedoara

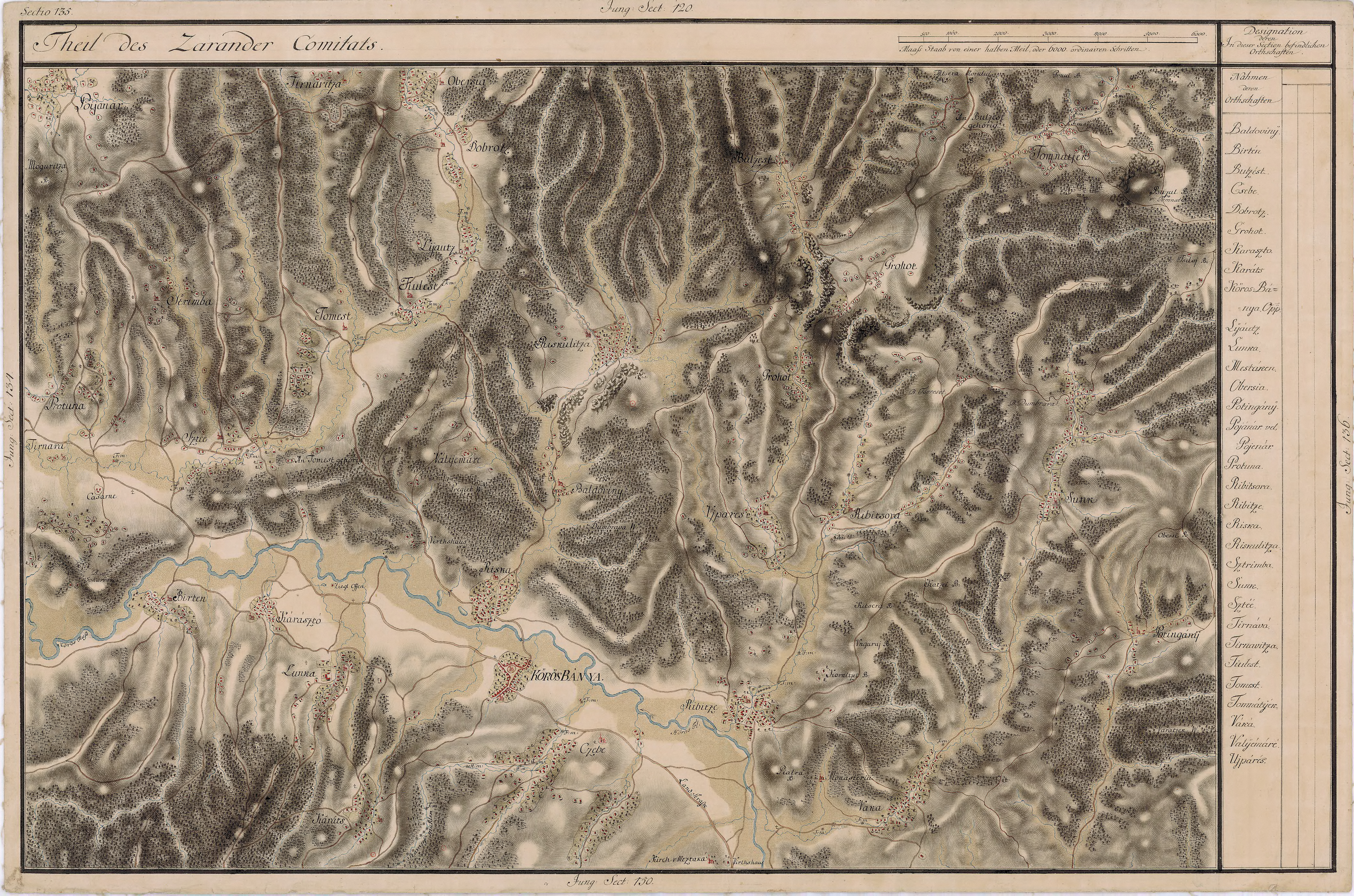
Cărăstău în Harta Iosefină a Transilvaniei, 1769-73

Cărăstău este un sat în comuna Baia de Criș din județul Hunedoara, Transilvania, România.